# Puchar Top Teams siatkarek (2002/2003)
Puchar Top Teams 2002/2003 – 3. sezon turnieju rozgrywanego od 2001 roku, organizowanego przez Europejską Konfederację Piłki Siatkowej (CEV) w ramach europejskich pucharów dla żeńskich klubowych zespołów siatkarskich "starego kontynentu".

## Drużyny uczestniczące
- Teuta Durres
- Polo Kalesija
- DHG Odense
- Panellinios Ateny
- Longa'59 Lichtenvoorde
- Hit Nova Gorica
- Dinamo Tirana
- Asterix Kieldrecht
- Zaon Kifissia's Ateny
- Ratb Petrom Ploiești
- Hapoel Ironi Kiryat Ata
- Katrineholms VK
- VK Královo Pole Brno
- VC Mamer
- Câmara de Lobos Madeira
- Slávia UK DGT Bratysława
- Kovrovschik Brześć
- VC Kanti Schaffhausen
- Aeroflot-Malakhit Jekaterynburg
- Dresdner SC
- Kometal Student Skopje
- AEL Limassol
- HIK Aalborg
- Unic Piatra Neamț
- ŽOK Tuzla
- Speks-R Ryga
- Anorthosis Famagusta
- Schweriner SC
- Dynamo-Dżinestra Odessa
- SVS Kuoni Wiedeń
- Eburon Tongeren
- Castêlo da Maia GC
- Zeiler Köniz
- RC Villebon 91
- Nova KBM Branik Maribor

## Rozgrywki

### Runda wstępna

#### Grupa A
Durres

Tabela
| Lp. | Drużyna       | Pkt | Mecze | Mecze | Mecze | Sety | Sety | Sety  | Małe punkty | Małe punkty | Małe punkty |
| Lp. | Drużyna       | Pkt | M     | W     | P     | wyg. | prz. | ratio | zdob.       | str.        | ratio       |
| --- | ------------- | --- | ----- | ----- | ----- | ---- | ---- | ----- | ----------- | ----------- | ----------- |
| 1   | Teuta Durres  | 3   | 2     | 1     | 1     | 5    | 3    | 1.667 | 175         | 160         | 1.094       |
| 2   | Polo Kalesija | 3   | 2     | 1     | 1     | 4    | 5    | 0.800 | 188         | 201         | 0.935       |
| 3   | DHG Odense    | 3   | 2     | 1     | 1     | 3    | 4    | 0.750 | 158         | 160         | 0.988       |

Wyniki
| Data       | Drużyna 1     | Wynik | Drużyna 2     | Sety                              |
| ---------- | ------------- | ----- | ------------- | --------------------------------- |
| 08.11.2002 | Polo Kalesija | 1:3   | DHG Odense    | 25:23, 26:28, 16:25, 18:25        |
| 09.11.2002 | Teuta Durres  | 2:3   | Polo Kalesija | 22:25, 25:21, 25:16, 14:25, 14:16 |
| 10.11.2002 | DHG Odense    | 0:3   | Teuta Durres  | 23:25, 20:25, 14:25               |

#### Grupa B
Lichtenvoorde

Tabela
| Lp. | Drużyna                | Pkt | Mecze | Mecze | Mecze | Sety | Sety | Sety  | Małe punkty | Małe punkty | Małe punkty |
| Lp. | Drużyna                | Pkt | M     | W     | P     | wyg. | prz. | ratio | zdob.       | str.        | ratio       |
| --- | ---------------------- | --- | ----- | ----- | ----- | ---- | ---- | ----- | ----------- | ----------- | ----------- |
| 1   | Panellinios Ateny      | 5   | 3     | 2     | 1     | 7    | 4    | 1.750 | 252         | 209         | 1.206       |
| 2   | Longa'59 Lichtenvoorde | 5   | 3     | 2     | 1     | 6    | 4    | 1.500 | 223         | 208         | 1.072       |
| 3   | Hit Nova Gorica        | 4   | 3     | 1     | 2     | 4    | 6    | 0.667 | 213         | 229         | 0.930       |
| 4   | Dinamo Tirana          | 4   | 3     | 1     | 2     | 3    | 6    | 0.500 | 173         | 215         | 0.805       |

Wyniki
| Data       | Drużyna 1              | Wynik | Drużyna 2              | Sety                       |
| ---------- | ---------------------- | ----- | ---------------------- | -------------------------- |
| 08.11.2002 | Panellinios Ateny      | 3:1   | Hit Nova Gorica        | 25:15, 25:21, 21:25, 25:12 |
| 08.11.2002 | Longa'59 Lichtenvoorde | 3:0   | Dinamo Tirana          | 25:20, 25:20, 25:12        |
|            |                        |       |                        |                            |
| 09.11.2002 | Dinamo Tirana          | 3:0   | Hit Nova Gorica        | 25:23, 25:19, 25:23        |
| 09.11.2002 | Longa'59 Lichtenvoorde | 3:1   | Panellinios Ateny      | 15:25, 25:15, 25:18, 25:23 |
|            |                        |       |                        |                            |
| 10.11.2002 | Dinamo Tirana          | 0:3   | Panellinios Ateny      | 21:25, 12:25, 13:25        |
| 10.11.2002 | Hit Nova Gorica        | 3:0   | Longa'59 Lichtenvoorde | 25:23, 25:17, 25:18        |

#### Grupa C
Kieldrecht

Tabela
| Lp. | Drużyna                 | Pkt | Mecze | Mecze | Mecze | Sety | Sety | Sety  | Małe punkty | Małe punkty | Małe punkty |
| Lp. | Drużyna                 | Pkt | M     | W     | P     | wyg. | prz. | ratio | zdob.       | str.        | ratio       |
| --- | ----------------------- | --- | ----- | ----- | ----- | ---- | ---- | ----- | ----------- | ----------- | ----------- |
| 1   | Asteríx Kieldrecht      | 6   | 3     | 3     | 0     | 9    | 1    | 9.000 | 250         | 168         | 1.488       |
| 2   | Ratb Petrom Ploiești    | 5   | 3     | 2     | 1     | 7    | 3    | 2.333 | 243         | 216         | 1.125       |
| 3   | Hapoel Ironi Kiryat Ata | 4   | 3     | 1     | 2     | 3    | 6    | 0.500 | 180         | 202         | 0.891       |
| 4   | Zaon Kifissia's Ateny   | 3   | 3     | 0     | 3     | 0    | 9    | 0.000 | 141         | 228         | 0.618       |

Wyniki
| Data       | Drużyna 1               | Wynik | Drużyna 2               | Sety                       |
| ---------- | ----------------------- | ----- | ----------------------- | -------------------------- |
| 08.11.2002 | Zaon Kifissia's Ateny   | 0:3   | Ratb Petrom Ploiești    | 13:25, 19:25, 23:25        |
| 08.11.2002 | Asterix Kieldrecht      | 3:0   | Hapoel Ironi Kiryat Ata | 25:9, 25:19, 25:13         |
|            |                         |       |                         |                            |
| 09.11.2002 | Zaon Kifissia's Ateny   | 0:3   | Hapoel Ironi Kiryat Ata | 17:25, 17:25, 15:25        |
| 09.11.2002 | Ratb Petrom Ploiești    | 1:3   | Asterix Kieldrecht      | 25:22, 23:25, 23:25, 19:25 |
|            |                         |       |                         |                            |
| 10.11.2002 | Hapoel Ironi Kiryat Ata | 0:3   | Ratb Petrom Ploiești    | 18:25, 20:25, 26:28        |
| 10.11.2002 | Asterix Kieldrecht      | 3:0   | Zaon Kifissia's Ateny   | 25:8, 25:10, 28:19         |

#### Grupa D
Brno

Tabela
| Lp. | Drużyna                 | Pkt | Mecze | Mecze | Mecze | Sety | Sety | Sety  | Małe punkty | Małe punkty | Małe punkty |
| Lp. | Drużyna                 | Pkt | M     | W     | P     | wyg. | prz. | ratio | zdob.       | str.        | ratio       |
| --- | ----------------------- | --- | ----- | ----- | ----- | ---- | ---- | ----- | ----------- | ----------- | ----------- |
| 1   | Královo Pole Brno       | 6   | 3     | 3     | 0     | 9    | 0    | MAX   | 225         | 130         | 1.731       |
| 2   | Katrineholms VK         | 5   | 3     | 2     | 1     | 6    | 3    | 2.000 | 192         | 177         | 1.085       |
| 3   | VC Mamer                | 4   | 3     | 1     | 2     | 3    | 6    | 0.500 | 175         | 195         | 0.897       |
| 4   | Câmara de Lobos Madeira | 3   | 3     | 0     | 3     | 0    | 9    | 0.000 | 135         | 225         | 0.600       |

Wyniki
| Data       | Drużyna 1               | Wynik | Drużyna 2               | Sety                |
| ---------- | ----------------------- | ----- | ----------------------- | ------------------- |
| 08.11.2002 | Katrineholm VK          | 3:0   | VC Mamer                | 25:13, 25:22, 25:14 |
| 08.11.2002 | Královo Pole Brno       | 3:0   | Câmara de Lobos Madeira | 25:14, 25:12, 25:11 |
|            |                         |       |                         |                     |
| 09.11.2002 | VC Mamer                | 3:0   | Câmara de Lobos Madeira | 25:12, 25:14, 25:19 |
| 09.11.2002 | Katrineholm VK          | 0:3   | Královo Pole Brno       | 16:25, 13:25, 13:25 |
|            |                         |       |                         |                     |
| 10.11.2002 | Câmara de Lobos Madeira | 0:3   | Katrineholm VK          | 19:25, 11:25, 23:25 |
| 10.11.2002 | Královo Pole Brno       | 3:0   | VC Mamer                | 25:19, 25:19, 25:13 |

#### Grupa E
Bratysława

Tabela
| Lp. | Drużyna                         | Pkt | Mecze | Mecze | Mecze | Sety | Sety | Sety  | Małe punkty | Małe punkty | Małe punkty |
| Lp. | Drużyna                         | Pkt | M     | W     | P     | wyg. | prz. | ratio | zdob.       | str.        | ratio       |
| --- | ------------------------------- | --- | ----- | ----- | ----- | ---- | ---- | ----- | ----------- | ----------- | ----------- |
| 1   | Slávia UK DGT Bratysława        | 5   | 3     | 2     | 1     | 8    | 4    | 2.000 | 277         | 241         | 1.149       |
| 2   | Kovrovschik Brześć              | 5   | 3     | 2     | 1     | 7    | 5    | 1.400 | 263         | 250         | 1.052       |
| 3   | Aeroflot-Malakhit Jekaterynburg | 5   | 3     | 2     | 1     | 6    | 5    | 1.200 | 251         | 242         | 1.037       |
| 4   | Kanti Schaffhausen              | 3   | 3     | 0     | 3     | 2    | 9    | 0.222 | 207         | 265         | 0.781       |

Wyniki
| Data       | Drużyna 1                       | Wynik | Drużyna 2                       | Sety                              |
| ---------- | ------------------------------- | ----- | ------------------------------- | --------------------------------- |
| 08.11.2002 | Kovrovschik Brześć              | 3:0   | Aeroflot-Malakhit Jekaterynburg | 25:22, 25:20, 25:21               |
| 08.11.2002 | Slávia UK DGT Bratysława        | 3:0   | Kanti Schaffhausen              | 25:16, 25:23, 25:16               |
|            |                                 |       |                                 |                                   |
| 09.11.2002 | Kanti Schaffhausen              | 0:3   | Aeroflot-Malakhit Jekaterynburg | 15:25, 22:25, 22:25               |
| 09.11.2002 | Slávia UK DGT Bratysława        | 3:1   | Kovrovschik Brześć              | 25:13, 25:13, 19:25, 25:22        |
|            |                                 |       |                                 |                                   |
| 10.11.2002 | Kanti Schaffhausen              | 2:3   | Kovrovschik Brześć              | 15:25, 30:28, 16:25, 25:22, 7:15  |
| 10.11.2002 | Aeroflot-Malakhit Jekaterynburg | 3:2   | Slávia UK DGT Bratysława        | 24:26, 22:25, 25:22, 25:20, 17:15 |

#### Grupa F
Drezno

Tabela
| Lp. | Drużyna        | Pkt | Mecze | Mecze | Mecze | Sety | Sety | Sety  | Małe punkty | Małe punkty | Małe punkty |
| Lp. | Drużyna        | Pkt | M     | W     | P     | wyg. | prz. | ratio | zdob.       | str.        | ratio       |
| --- | -------------- | --- | ----- | ----- | ----- | ---- | ---- | ----- | ----------- | ----------- | ----------- |
| 1   | Dresdner SC    | 6   | 3     | 3     | 0     | 9    | 0    | MAX   | 225         | 127         | 1.772       |
| 2   | Kometal Skopje | 5   | 3     | 2     | 1     | 6    | 3    | 2.000 | 207         | 185         | 1.119       |
| 3   | AEL Limassol   | 4   | 3     | 1     | 2     | 3    | 6    | 0.500 | 155         | 218         | 0.711       |
| 4   | HIK Aalborg    | 3   | 3     | 0     | 3     | 0    | 9    | 0.000 | 173         | 230         | 0.752       |

Wyniki
| Data       | Drużyna 1              | Wynik | Drużyna 2              | Sety                |
| ---------- | ---------------------- | ----- | ---------------------- | ------------------- |
| 08.11.2002 | HIK Aalborg            | 0:3   | Kometal Student Skopje | 28:30, 23:25, 16:25 |
| 08.11.2002 | AEL Limassol           | 0:3   | Dresdner SC            | 11:25, 11:25, 15:25 |
|            |                        |       |                        |                     |
| 09.11.2002 | Kometal Student Skopje | 3:0   | AEL Limassol           | 25:12, 25:11, 25:20 |
| 09.11.2002 | Dresdner SC            | 3:0   | HIK Aalborg            | 25:14, 25:13, 25:11 |
|            |                        |       |                        |                     |
| 10.11.2002 | HIK Aalborg            | 0:3   | AEL Limassol           | 22:25, 23:25, 23:25 |
| 10.11.2002 | Dresdner SC            | 3:0   | Kometal Student Skopje | 25:12, 25:22, 25:18 |

#### Grupa G
Tuzla

Tabela
| Lp. | Drużyna              | Pkt | Mecze | Mecze | Mecze | Sety | Sety | Sety  | Małe punkty | Małe punkty | Małe punkty |
| Lp. | Drużyna              | Pkt | M     | W     | P     | wyg. | prz. | ratio | zdob.       | str.        | ratio       |
| --- | -------------------- | --- | ----- | ----- | ----- | ---- | ---- | ----- | ----------- | ----------- | ----------- |
| 1   | Unic Piatra Neamț    | 6   | 3     | 3     | 0     | 9    | 0    | MAX   | 225         | 153         | 1.471       |
| 2   | ŽOK Tuzla            | 5   | 3     | 2     | 1     | 6    | 3    | 2.000 | 207         | 189         | 1.095       |
| 3   | Speks-R Ryga         | 4   | 3     | 1     | 2     | 3    | 6    | 0.500 | 188         | 204         | 0.922       |
| 4   | Anorthosis Famagusta | 3   | 3     | 0     | 3     | 0    | 9    | 0.000 | 156         | 230         | 0.678       |

Wyniki
| Data       | Drużyna 1            | Wynik | Drużyna 2            | Sety                |
| ---------- | -------------------- | ----- | -------------------- | ------------------- |
| 08.11.2002 | ŽOK Tuzla            | 0:3   | Unic Piatra Neamț    | 15:25, 19:25, 20:25 |
| 08.11.2002 | Speks-R Ryga         | 3:0   | Anorthosis Famagusta | 27:25, 25:18, 25:11 |
|            |                      |       |                      |                     |
| 09.11.2002 | ŽOK Tuzla            | 3:0   | Speks-R Ryga         | 25:14, 25:20, 25:23 |
| 09.11.2002 | Unic Piatra Neamt    | 3:0   | Anorthosis Famagusta | 25:12, 25:20, 25:13 |
|            |                      |       |                      |                     |
| 10.11.2002 | Speks-R Ryga         | 0:3   | Unic Piatra Neamt    | 9:25, 23:25, 22:25  |
| 10.11.2002 | Anorthosis Famagusta | 0:3   | ŽOK Tuzla            | 14:25, 26:28, 17:25 |

### Faza grupowa

#### Grupa A
Tabela
| Lp. | Drużyna                 | Pkt | Mecze | Mecze | Mecze | Sety | Sety | Sety  | Małe punkty | Małe punkty | Małe punkty |
| Lp. | Drużyna                 | Pkt | M     | W     | P     | wyg. | prz. | ratio | zdob.       | str.        | ratio       |
| --- | ----------------------- | --- | ----- | ----- | ----- | ---- | ---- | ----- | ----------- | ----------- | ----------- |
| 1   | Schweriner SC           | 10  | 6     | 4     | 2     | 12   | 8    | 1.500 | 458         | 427         | 1.073       |
| 2   | Panellinios Ateny       | 9   | 6     | 3     | 3     | 13   | 12   | 1.083 | 549         | 565         | 0.972       |
| 3   | Dynamo-Dżinestra Odessa | 9   | 6     | 3     | 3     | 12   | 14   | 0.857 | 598         | 580         | 1.031       |
| 4   | Unic Piatra Neamț       | 8   | 6     | 2     | 4     | 10   | 13   | 0.769 | 496         | 529         | 0.938       |

Wyniki
| Data       | Drużyna 1               | Wynik | Drużyna 2               | Sety                              |
| ---------- | ----------------------- | ----- | ----------------------- | --------------------------------- |
| 04.12.2002 | Panellinios Ateny       | 3:1   | Unic Piatra Neamt       | 25:17, 18:25, 25:19, 25:17        |
| 04.12.2002 | Schweriner SC           | 3:0   | Dynamo-Dżinestra Odessa | 25:23, 30:28, 25:18               |
|            |                         |       |                         |                                   |
| 11.12.2002 | Dynamo-Dżinestra Odessa | 3:2   | Panellinios Ateny       | 22:25, 22:25, 27:25, 25:21, 15:10 |
| 11.12.2002 | Unic Piatra Neamt       | 3:0   | Schweriner SC           | 25:18, 25:12, 25:18               |
|            |                         |       |                         |                                   |
| 18.12.2002 | Schweriner SC           | 3:0   | Panellinios Ateny       | 25:12, 25:17, 25:15               |
| 19.12.2002 | Dynamo-Dżinestra Odessa | 3:1   | Unic Piatra Neamt       | 25:17, 25:20, 23:25, 25:23        |
|            |                         |       |                         |                                   |
| 07.01.2003 | Panellinios Ateny       | 3:0   | Schweriner SC           | 26:24, 25:21, 33:31               |
| 08.01.2003 | Unic Piatra Neamt       | 3:1   | Dynamo-Dżinestra Odessa | 25:23, 26:24, 23:25, 27:25        |
|            |                         |       |                         |                                   |
| 15.01.2003 | Panellinios Ateny       | 2:3   | Dynamo-Dżinestra Odessa | 33:31, 17:25, 18:25, 25:23, 11:15 |
| 15.01.2003 | Schweriner SC           | 3:0   | Unic Piatra Neamt       | 25:12, 25:17, 25:22               |
|            |                         |       |                         |                                   |
| 21.01.2003 | Unic Piatra Neamt       | 2:3   | Panellinios Ateny       | 28:26, 24:26, 28:26, 17:25, 9:15  |
| 21.01.2003 | Dynamo-Dżinestra Odessa | 2:3   | Schweriner SC           | 25:21, 25:27, 25:16, 17:25, 12:15 |

#### Grupa B
Tabela
| Lp. | Drużyna                  | Pkt | Mecze | Mecze | Mecze | Sety | Sety | Sety  | Małe punkty | Małe punkty | Małe punkty |
| Lp. | Drużyna                  | Pkt | M     | W     | P     | wyg. | prz. | ratio | zdob.       | str.        | ratio       |
| --- | ------------------------ | --- | ----- | ----- | ----- | ---- | ---- | ----- | ----------- | ----------- | ----------- |
| 1   | Arke Pollux Oldenzaal    | 11  | 6     | 5     | 1     | 15   | 8    | 1.875 | 510         | 474         | 1.076       |
| 2   | Slávia UK DGT Bratysława | 10  | 6     | 4     | 2     | 14   | 9    | 1.556 | 535         | 510         | 1.049       |
| 3   | SVS Kuoni Wiedeń         | 9   | 6     | 3     | 3     | 14   | 12   | 1.167 | 568         | 563         | 1.009       |
| 4   | Královo Pole Brno        | 6   | 6     | 0     | 6     | 4    | 18   | 0.222 | 468         | 534         | 0.876       |

Wyniki
| Data       | Drużyna 1                | Wynik | Drużyna 2                | Sety                              |
| ---------- | ------------------------ | ----- | ------------------------ | --------------------------------- |
| 05.12.2002 | Slávia UK DGT Bratysława | 3:1   | Královo Pole Brno        | 27:29, 25:20, 25:21, 25:20        |
| 05.12.2002 | SVS Kuoni Wiedeń         | 2:3   | Arke Pollux Oldenzaal    | 22:25, 22:25, 25:19, 25:22, 13:15 |
|            |                          |       |                          |                                   |
| 10.12.2002 | Královo Pole Brno        | 1:3   | SVS Kuoni Wiedeń         | 23:25, 25:19, 14:25, 23:25        |
| 11.12.2002 | Arke Pollux Oldenzaal    | 3:1   | Slávia UK DGT Bratysława | 25:18, 20:25, 25:20, 25:22        |
|            |                          |       |                          |                                   |
| 19.12.2002 | SVS Kuoni Wiedeń         | 3:1   | Slávia UK DGT Bratysława | 25:22, 25:22, 23:25, 25:17        |
| 19.12.2002 | Arke Pollux Oldenzaal    | 3:0   | Královo Pole Brno        | 25:22, 25:23, 25:19               |
|            |                          |       |                          |                                   |
| 07.01.2003 | Královo Pole Brno        | 0:3   | Arke Pollux Oldenzaal    | 18:25, 21:25, 23:25               |
| 09.01.2003 | Slávia UK DGT Bratysława | 3:1   | SVS Kuoni Wiedeń         | 25:20, 19:25, 25:19, 28:26        |
|            |                          |       |                          |                                   |
| 15.01.2003 | Slávia UK DGT Bratysława | 3:0   | Arke Pollux Oldenzaal    | 25:15, 25:21, 25:16               |
| 16.01.2003 | SVS Kuoni Wiedeń         | 3:1   | Královo Pole Brno        | 25:19, 23:25, 25:21, 25:17        |
|            |                          |       |                          |                                   |
| 21.01.2003 | Královo Pole Brno        | 1:3   | Slávia UK DGT Bratysława | 23:25, 13:25, 25:14, 24:26        |
| 21.01.2003 | Arke Pollux Oldenzaal    | 3:2   | SVS Kuoni Wiedeń         | 19:25, 25:15, 23:25, 25:7, 15:9   |

#### Grupa C
Tabela
| Lp. | Drużyna            | Pkt | Mecze | Mecze | Mecze | Sety | Sety | Sety  | Małe punkty | Małe punkty | Małe punkty |
| Lp. | Drużyna            | Pkt | M     | W     | P     | wyg. | prz. | ratio | zdob.       | str.        | ratio       |
| --- | ------------------ | --- | ----- | ----- | ----- | ---- | ---- | ----- | ----------- | ----------- | ----------- |
| 1   | Eburon Tongeren    | 11  | 6     | 5     | 1     | 15   | 9    | 1.667 | 535         | 493         | 1.085       |
| 2   | Zeiler Köniz       | 10  | 6     | 4     | 2     | 16   | 8    | 2.000 | 556         | 510         | 1.090       |
| 3   | Castêlo da Maia GC | 9   | 6     | 3     | 3     | 12   | 13   | 0.923 | 529         | 555         | 0.953       |
| 4   | Dresdner SC        | 6   | 6     | 0     | 6     | 5    | 18   | 0.278 | 461         | 523         | 0.881       |

Wyniki
| Data       | Drużyna 1          | Wynik | Drużyna 2          | Sety                              |
| ---------- | ------------------ | ----- | ------------------ | --------------------------------- |
| 03.12.2002 | Eburon Tongeren    | 3:0   | Dresdner SC        | 25:18, 25:15, 25:21               |
| 05.12.2002 | Castelo Da Maia GC | 3:2   | Zeiler Köniz       | 23:25, 25:21, 25:21, 23:25, 15:13 |
|            |                    |       |                    |                                   |
| 11.12.2002 | Dresdner SC        | 2:3   | Castelo Da Maia GC | 21:25, 24:26, 25:16, 25:19, 9:15  |
| 11.12.2002 | Zeiler Köniz       | 3:0   | Eburon Tongeren    | 25:20, 25:21, 25:14               |
|            |                    |       |                    |                                   |
| 18.12.2002 | Castelo Da Maia GC | 2:3   | Eburon Tongeren    | 20:25, 23:25, 25:22, 26:24, 14:16 |
| 18.12.2002 | Zeiler Köniz       | 3:0   | Dresdner SC        | 25:14, 25:22, 25:19               |
|            |                    |       |                    |                                   |
| 07.01.2003 | Eburon Tongeren    | 3:0   | Castelo Da Maia GC | 25:14, 25:14, 25:19               |
| 08.01.2003 | Dresdner SC        | 1:3   | Zeiler Köniz       | 23:25, 19:25, 25:17, 22:25        |
|            |                    |       |                    |                                   |
| 14.01.2003 | Eburon Tongeren    | 3:2   | Zeiler Köniz       | 22:25, 25:17, 25:21, 26:28, 15:13 |
| 16.01.2003 | Castelo Da Maia GC | 3:0   | Dresdner SC        | 25:17, 25:16, 25:21               |
|            |                    |       |                    |                                   |
| 21.01.2003 | Dresdner SC        | 2:3   | Eburon Tongeren    | 25:18, 22:25, 25:22, 20:25, 13:15 |
| 21.01.2003 | Zeiler Köniz       | 3:1   | Castelo Da Maia GC | 25:16, 22:25, 33:31, 25:15        |

#### Grupa D
Tabela
| Lp. | Drużyna                 | Pkt | Mecze | Mecze | Mecze | Sety | Sety | Sety  | Małe punkty | Małe punkty | Małe punkty |
| Lp. | Drużyna                 | Pkt | M     | W     | P     | wyg. | prz. | ratio | zdob.       | str.        | ratio       |
| --- | ----------------------- | --- | ----- | ----- | ----- | ---- | ---- | ----- | ----------- | ----------- | ----------- |
| 1   | RC Villebon 91          | 11  | 6     | 5     | 1     | 17   | 4    | 4.250 | 514         | 383         | 1.342       |
| 2   | Asteríx Kieldrecht      | 11  | 6     | 5     | 1     | 16   | 5    | 3.200 | 507         | 370         | 1.370       |
| 3   | Nova KBM Branik Maribor | 8   | 6     | 2     | 4     | 6    | 12   | 0.500 | 331         | 395         | 0.838       |
| 4   | Teuta Durres            | 6   | 6     | 0     | 6     | 0    | 18   | 0.000 | 246         | 450         | 0.547       |

Wyniki
| Data       | Drużyna 1               | Wynik | Drużyna 2               | Sety                              |
| ---------- | ----------------------- | ----- | ----------------------- | --------------------------------- |
| 04.12.2002 | Nova KBM Branik Maribor | 0:3   | Asterix Kieldrecht      | 15:25, 16:25, 22:25               |
| 04.12.2002 | RC Villebon 91          | 3:0   | Teuta Durres            | 25:13, 25:15, 25:13               |
|            |                         |       |                         |                                   |
| 11.12.2002 | Asterix Kieldrecht      | 3:2   | RC Villebon 91          | 30:28, 25:27, 25:22, 22:25, 15:11 |
| 12.12.2002 | Teuta Durres            | 0:3   | Nova KBM Branik Maribor | 18:25, 19:25, 11:25               |
|            |                         |       |                         |                                   |
| 17.12.2002 | Nova KBM Branik Maribor | 0:3   | RC Villebon 91          | 14:25, 18:25, 9:25                |
| 18.12.2002 | Asterix Kieldrecht      | 3:0   | Teuta Durres            | 25:9, 25:7, 25:9                  |
|            |                         |       |                         |                                   |
| 08.01.2003 | Teuta Durres            | 0:3   | Asterix Kieldrecht      | 12:25, 20:25, 6:25                |
| 08.01.2003 | RC Villebon 91          | 3:0   | Nova KBM Branik Maribor | 25:20, 25:14, 25:13               |
|            |                         |       |                         |                                   |
| 15.01.2003 | Nova KBM Branik Maribor | 3:0   | Teuta Durres            | 25:15, 25:13, 25:19               |
| 15.01.2003 | RC Villebon 91          | 3:1   | Asterix Kieldrecht      | 25:19, 25:20, 26:28, 25:23        |
|            |                         |       |                         |                                   |
| 21.01.2003 | Teuta Durres            | 0:3   | RC Villebon 91          | 17:25, 14:25, 16:25               |
| 21.01.2003 | Asterix Kieldrecht      | 3:0   | Nova KBM Branik Maribor | 25:18, 25:12, 25:10               |

### Ćwierćfinał
| Data       | Drużyna 1          | Wynik | Drużyna 2                | Sety                            |
| ---------- | ------------------ | ----- | ------------------------ | ------------------------------- |
| 12.02.2002 | RC Villebon 91     | 3:0   | Slávia UK DGT Bratysława | 25:9, 25:16, 25:18              |
| 19.02.2002 | RC Villebon 91     | 3:1   | Slávia UK DGT Bratysława | 25:21 31:33, 25:16, 25:23       |
| 12.02.2002 | Schweriner Sc      | 3:2   | Zeiler Köniz             | 17:25, 25:21 22:25, 25:23 15:12 |
| 19.02.2002 | Schweriner Sc      | 0:3   | Zeiler Köniz             | 25:27 19:25, 19:25              |
| 12.02.2002 | Eburon Tongeren    | 3:0   | Panellinios Ateny        | 25:20, 25:11, 25:23             |
| 19.02.2002 | Eburon Tongeren    | 3:0   | Panellinios Ateny        | 27:25, 25:12, 25:20             |
| 12.02.2002 | Asterix Kieldrecht | 1:3   | Arke Pollux Oldenzaal    | 25:18 23:25, 19:25, 21:25       |
| 20.02.2002 | Asterix Kieldrecht | 3:2   | Arke Pollux Oldenzaal    | 14:25, 25:23, 25:17 12:25, 15:7 |

### Turniej finałowy
Berno

#### Półfinał
| Data       | Drużyna 1      | Wynik | Drużyna 2             | Sety                       |
| ---------- | -------------- | ----- | --------------------- | -------------------------- |
| 08.03.2003 | RC Villebon 91 | 3:0   | Arke Pollux Oldenzaal | 25:18, 28:26, 25:21, 25:10 |
| 08.03.2003 | Zeiler Köniz   | 3:0   | Eburon Tongeren       | 25:23, 25:18, 25:14        |

#### Mecz o 3. miejsce
| Data       | Drużyna 1       | Wynik | Drużyna 2             | Sety                             |
| ---------- | --------------- | ----- | --------------------- | -------------------------------- |
| 09.03.2003 | Eburon Tongeren | 3:2   | Arke Pollux Oldenzaal | 17:25, 25:27, 25:23, 27:25, 15:6 |

#### Finał
| Data       | Drużyna 1      | Wynik | Drużyna 2    | Sety                |
| ---------- | -------------- | ----- | ------------ | ------------------- |
| 09.03.2003 | RC Villebon 91 | 3:0   | Zeiler Köniz | 25:18, 28:26, 25:21 |

## Klasyfikacja końcowa
| Miejsce | Drużyna               |
| ------- | --------------------- |
| złoto   | RC Villebon 91        |
| srebro  | Zeiler Köniz          |
| brąz    | Eburon Tongeren       |
| 4.      | Arke Pollux Oldenzaal |